# Paraproctis
Paraproctis é um gênero de traça pertencente à família Arctiidae.